# Андрес Сумета
Андрес Саликет Сумета, маркиз на Саликет (на испански: Andrés Saliquet Zumeta) е испански генерал, който се бие за националистическата фракция по време на Испанската гражданска война.

## Биография
Сумета постъпва в пехотната академия на Толедо на 29 август 1893 г. и се дипломира на 24 юни 1895 г. Малко след това участва във войната за независимост на Куба и след това в мароканските войни, в които бързо се издига в йерархията. През 1923 г. е повишен в бригаден генерал, а до 1929 г. е генерал-майор. По време на диктатурата на Мигел Примо де Ривера е назначен за граждански губернатор на Сантандер (1928 г.). На 8 февруари 1930 г. е назначен за военен губернатор на Кадис.
След провъзгласяването на Втората република военното правителство на Кадис е освободено.

### Испанска гражданска война
Сумета се пенсионира след реформите на Мануел Асаня, но се присъединява към заговора, организиран от генерал Емилио Мола, който му възлага да поеме командването на VII дивизия. Поради тази причина на 19 юли 1936 г. той насилствено сваля генерал Молеро и обявява военно положение в провинция Валядолид и поема контрола над VII дивизия и всички нейни зависими територии. Поради тази причина е един от военните, които испанското правителство уволнява от армията на 22 юли 1936 г., за да се опита да сложи край на военния бунт. Сумета е член на Хунтата за национална отбрана, сформирана в Бургос, нещо като временно правителство, което първоначално управлява бунтовническата зона. Той е част от групата генерали, които избират Франсиско Франко за единствен ръководител на правителството и за генералисимус на националистическите армии. Сумета продължава да командва VII дивизия и по-късно преобразува единицата в VII армейски корпус.
На 4 юни 1937 г. е назначен за главнокомандващ на новосъздадената армия на центъра. Частта покрива фронта от Алто Тахо до фронта Касерес, преминавайки през Гуадарама, Мадридския фронт и Толедо. В края на войната през 1939 г., той и подчинените му части участват в Мадридския парад на победата. На 17 май е произведен в генерал-лейтенант.
Рамон Серано Суньор го описва като „приятен, честен, добродушен човек, без увлечение, упорито верен на командването“.

### Франкистка Испания
След края на войната е назначен на 5 юли за генерал-капитан на I военен регион (Мадрид). Въпреки това на 21 юли е назначен да отговаря за II военен регион (Севиля), заменяйки генерал Гонсало Кейпо де Ляно. Месец по-късно, на 19 август е преназначен да командва генералното капитанство на Мадрид. През май 1940 г. по силата на делегиране на пълномощия от диктатора, Сумета става главният отговорник за франкистките репресии в столицата и подписва стотици смъртни присъди, продиктувани в съкратени военни съвети. През март 1941 г. служи като президент на Специалния съд за репресиите на масонството и комунизма, позиция, която заема до смъртта си.
По време на военната диктатура е държавен съветник и прокурор в Кортесите (парламента). Между 1945 и 1946 г. заема председателството на Висшия съвет на военното правосъдие след преминаването му в запаса, тъй като е навършил нормативната възраст. Франко му дава титлата маркиз на Саликет.

### Съдебно обвинение от 2008 г.
През 2008 г. Сумета е един от 35-те високопоставени служители на режима на Франко, обвинени от Националния висш съд в резюмето, внесено от Балтасар Гарсон за предполагаеми престъпления на незаконни арести и престъпления срещу човечеството, за които се твърди, че са извършени по време на Испанската гражданска война и първите години от режима на Франко. Съдията обявява наказателната отговорност на Сумета за погасена, когато получава надеждни доказателства за смъртта му, настъпила почти 50 години по-рано. Разследването на случая е толкова противоречиво, че Гарсон е обвинен в изопачаване на хода на правосъдието, което води до съденето му и оправдаването му от Върховния съд.